# Weinmannia auriculifera
Weinmannia auriculifera là một loài thực vật có hoa trong họ Cunoniaceae. Loài này được Hieron. miêu tả khoa học đầu tiên năm 1895.